# Spriggite
La spriggite è un minerale.